# Chiesa di Sant'Ambrogio (Legnano)
La chiesa di Sant'Ambrogio è un luogo di culto cattolico di Legnano. È la chiesa della città con le origini più antiche. È stata intitolata a Sant'Ambrogio, arcivescovo di Milano dal 374 al 397. L'edificio che è stato costruito nel 1590, si basa su una precedente chiesa della metà del XIII secolo. È stato ampliato nel 1740, quando ha preso l'aspetto attuale.

## Storia
La prima citazione di una chiesa dedicata a Sant'Ambrogio a Legnano è contenuta in un documento del 1389, il Liber Notitiae Sanctorum Mediolani. Nell'antica chiesa di Sant'Ambrogio fu però sepolto, nel 1257, l'arcivescovo di Milano Leone da Perego, anche se all'epoca dell'inumazione l'edificio religioso aveva una denominazione differente. Nel 1650, durante alcuni lavori di ampliamento della chiesa, il parroco Agostino Pozzo infatti riportava nei suoi scritti:
(Agostino Pozzo)
Secondo invece due cronisti medievali, la salma di Leone da Perego venne inumata nella chiesa legnanese di San Salvatore. Per tale motivo, la parte più antica della chiesa di Sant'Ambrogio, dato che potrebbe aver ospitato le spoglie di Leone da Perego, risalirebbe almeno alla metà del XIII secolo. Secondo una leggenda, insieme alla salma dell'arcivescovo, era sepolto un tesoro composto da oggetti aurei e bronzei. Esso fu cercato durante i lavori di ampliamento del XVIII secolo, ma invano.
La chiesa, nella forma attuale, risale invece al 1590 e fu riedificata sulle vestigia di quella precedente. Spesso capitava che i nuovi templi venissero riedificati conservando qualche resto, una parete con un affresco o un altare per esempio, della costruzione precedente. La chiesa originaria era forse una semplice cappellina dedicata a San Tommaso. Da un documento del 1566 risulta che fossa stata già intitolata a Sant'Ambrogio. Questa cappellina misurava 6 metri di larghezza e 10 di lunghezza. La prima chiesa dedicata a Sant'Ambrogio era di due navate di cui una, quella posta a sud, era coperta non da mattoni, ma da travi di legno strutturale. questa piccola cappella possedeva un campanile dotato di un'altezza particolarmente elevata ed un porticato all'ingresso.

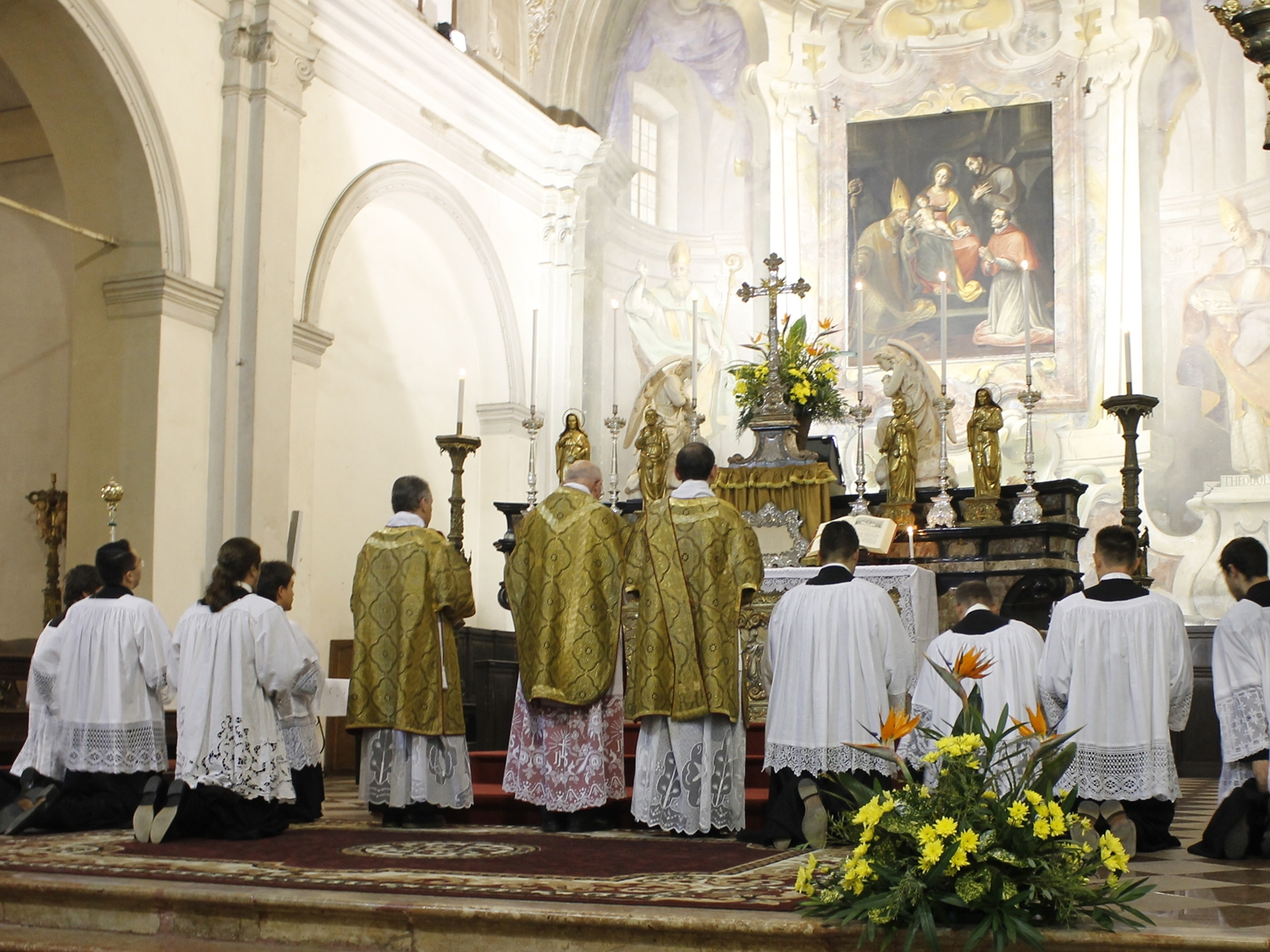
Santa messa in latino, secondo il rito ambrosiano antico, celebrata presso la chiesa di Sant'Ambrogio.

Il primo ampliamento della chiesa originaria è del 1500, mentre il rifacimento, come già accennato, è del 1590. In occasione di quest'ultimo intervento, i lavori coinvolsero la struttura fin dalle fondamenta. Le uniche parti della vecchia chiesa che si salvarono furono le mura di fianco all'altare ed il campanile. Nel 1992, durante i lavori di ristrutturazione dell'edificio, vennero alla luce i resti della chiesa originaria. Furono infatti scoperte le fondamenta dell'abside dell'antica chiesa, che venne realizzata con sassi provenienti dall'Olona. Fu anche ritrovato un coccio di vaso databile alla metà del V secolo d.C.
La chiesa di Sant'Ambrogio ha anche ospitato la più antica scuola pubblica di Legnano. Ne dispose la creazione San Carlo Borromeo durante la sua visita pastorale a Legnano nel 1570. L'edificio fu di nuovo ingrandito nel 1740, dato che lo spazio era insufficiente ad accogliere un numero crescente di alunni.
Dal 2008 al 2015, per concessione dell'arcivescovo di Milano, è stata officiata presso questa chiesa la messa in lingua latina secondo il rito ambrosiano antico, in seguito trasferita e regolarmente celebrata, sempre a Legnano, ogni domenica e festa di precetto alle ore 17:30 presso la chiesa della Madonnina dei Ronchi, all'incrocio fra corso Sempione e via Ronchi.

## Descrizione
L'unica navata della chiesa di Sant'Ambrogio, che prima dell'ampliamento del 1740 aveva dimensioni 15 m x 9 m, è caratterizzata da tre arcate con volta a crociera. L'abside ha invece una volta a botte. Lateralmente furono realizzate delle finestre su due file orizzontali, mentre nella parte anteriore, come facciata, fu costruito un porticato sostenuto da due pilastri laterali e da due colonne centrali. La volta del porticato è a crociera.

### Decorazioni e opere d'arte

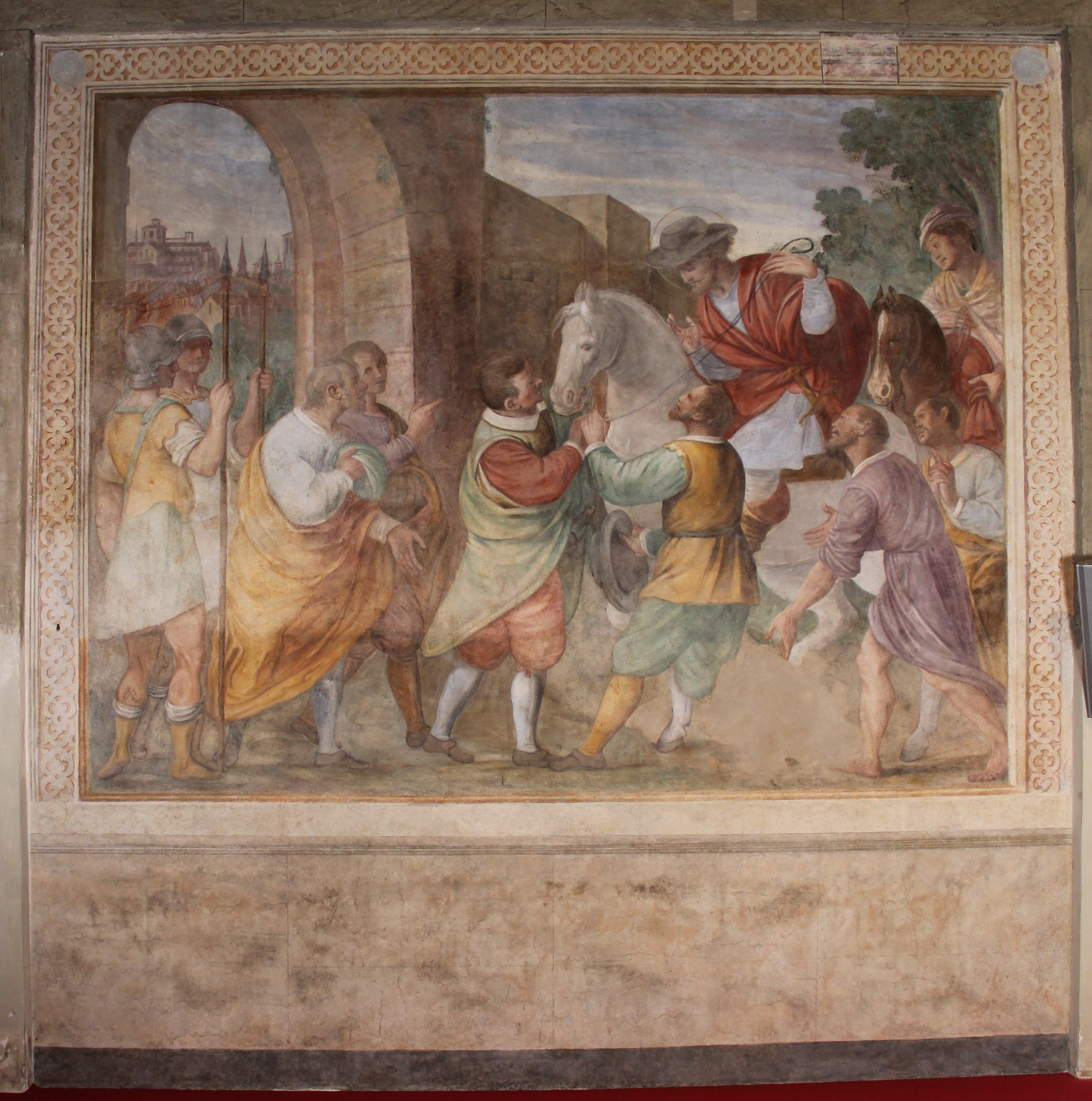
Sant'Ambrogio rientra a Milano (dopo il restauro del 2019)

Importanti sono i dipinti di Giambattista e Francesco Lampugnani (XVII secolo). I due più famosi sono rappresentati da un affresco dipinto sui lato sinistro della chiesa che riproduce Sant'Ambrogio che rientra a Milano e una tela situata nella parte posteriore della chiesa che raffigura la Vergine coi santi Carlo, Francesco e Magno. Nelle lunette sono presenti degli affreschi dei Lampugnani che raffigurano otto profeti biblici. Pregevoli sono le decorazioni del XX secolo in stile neobarocco. In occasione dell'ampliamento del 1740, al dipinto dei Lampugnani fu applicata una cornice dipinta opera di Biagio Bellotti. Degli affreschi dei Lampugnani che un tempo ornavano la volta dell'edificio, sono rimasti solo dei puttini.
Come già accennato, l'ultimo restauro della chiesa è datato 1992. Questi lavori hanno coinvolto anche l'organo, che è stato realizzato nel 1886 da Antonio De Simoni Carrera, ultimo esponente della locale ditta Carrera costruttrice d'organi.
Negli anni trenta del Novecento Darvino Furrer, decoratore e pittore legnanese, a fronte dei problemi di umidità, decora soffitti e pareti della Chiesa.